# Lutjanus xanthopinnis
Lutjanus xanthopinnis - conhecido por Imoto-fuedai em Língua japonesa -   é uma espécie de peixe nativa do Oceano Pacífico e  Oceano Índico, até o Mar do Japão.. 